# Luria (Gattung)
Luria ist eine Gattung aus der Familie der Kaurischnecken (Cypraeidae).

## Merkmale
Alle Arten haben gut ausgebildete, sehr feine Gehäusezähne und einen nahezu opaken, schwarzen Mantel. Lediglich der Mantel der L. cinerea unterscheidet sich etwas, er ist durchscheinender und in der Farbe blasser. Die arttypischen Größen schwanken zwischen 15 mm (L. controversa, f. atriceps) und 56 mm (L. pulchra).

## Vorkommen
Die Arten dieser Gattung haben sich weltweit verbreitet. L. lurida ist nahezu an der gesamten westlichen Küste Afrikas und im Mittelmeer beheimatet. L. cinerea ebenfalls im Atlantik, an den Ostküsten Zentral- und Südamerikas. Die Verbreitung der L. isabella und der L. controversa erstreckt sich vom Indischen Ozean bis in den Pazifik. L. isabellamexicana ist an den westlichen Küsten Mexikos und Zentralamerikas anzutreffen. L. tessellata vor Hawaii, Taiwan und den Philippinen.

## Kontroverse
Ob L. controversa eine eigene Art oder nur eine Unterart ist, wird von Autor zu Autor unterschiedlich betrachtet. F. A. Schilder stellt eine valide Art fest, Felix Lorenz führt controversa als Unterart von L. isabella.

## Arten
- Luria cinerea Gmelin, 1791
- Luria controversa Gray, 1824
- Luria gilvella Lorenz, 2002
- Luria isabella Linnaeus, 1758
- Luria isabellamexicana Stearns, 1893
- Luria lurida Linnaeus, 1758
- Luria pulchra Gray, 1824
- Luria tessellata Swainson, 1822

## Bilder

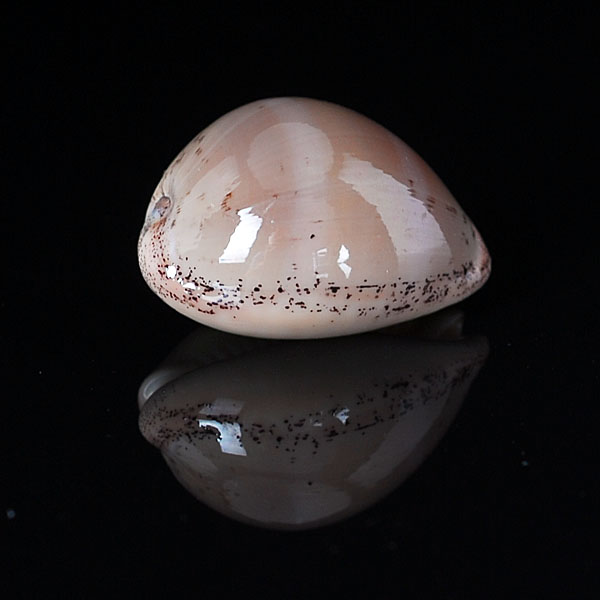
Luria cinerea
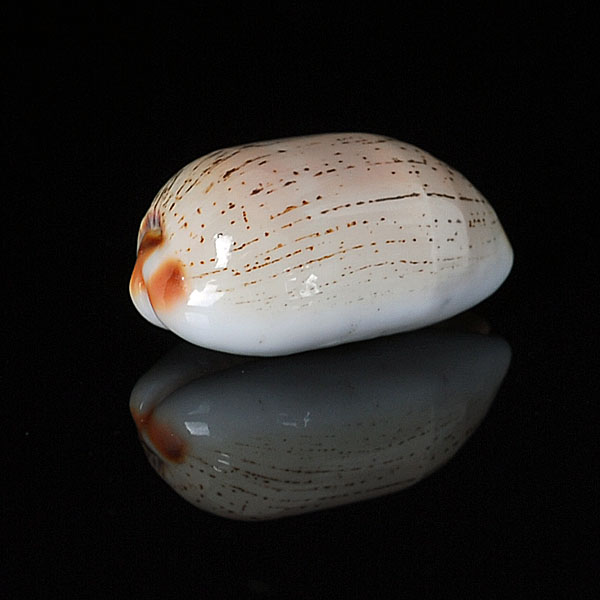
Luria controversa
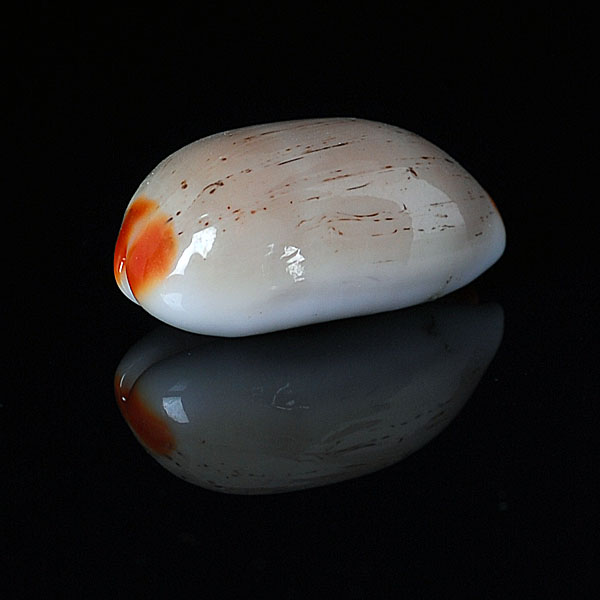
Luria gilvella
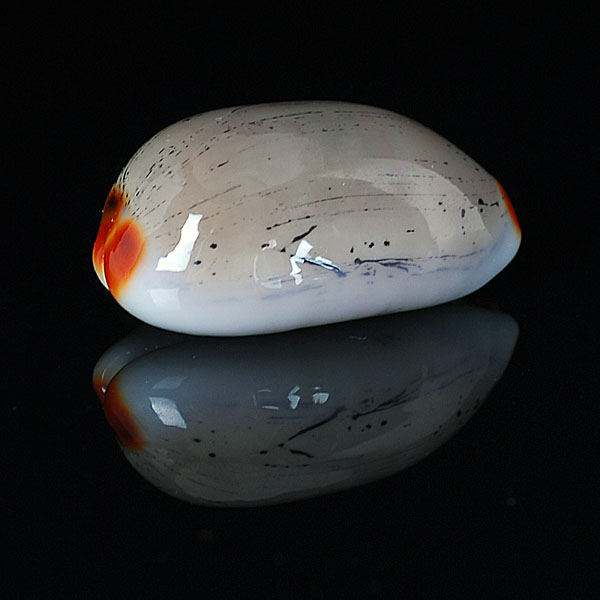
Luria isabella
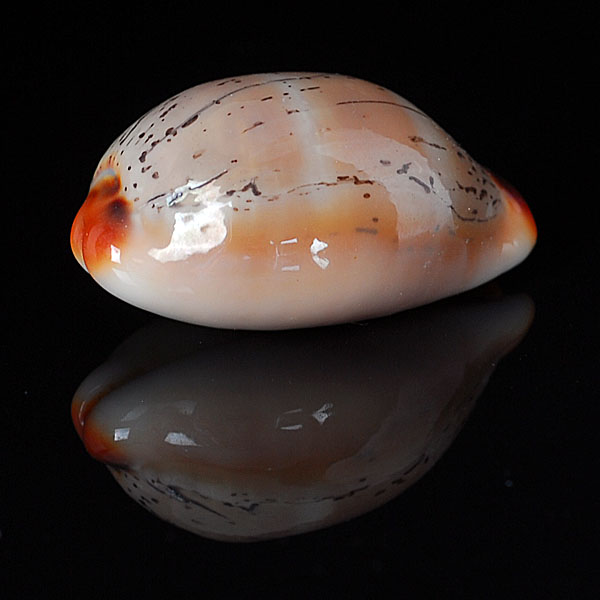
Luria isabellamexicana
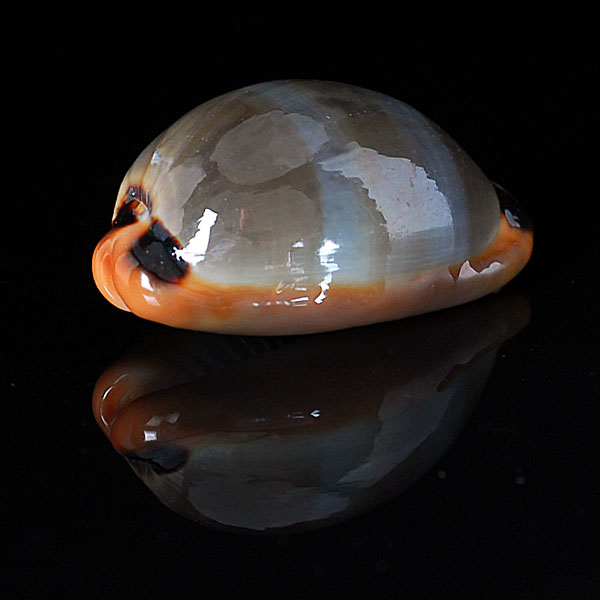
Luria lurida
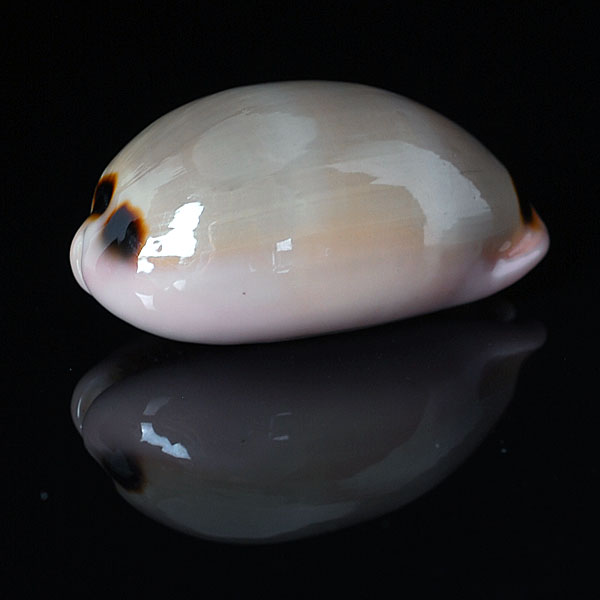
Luria pulchra
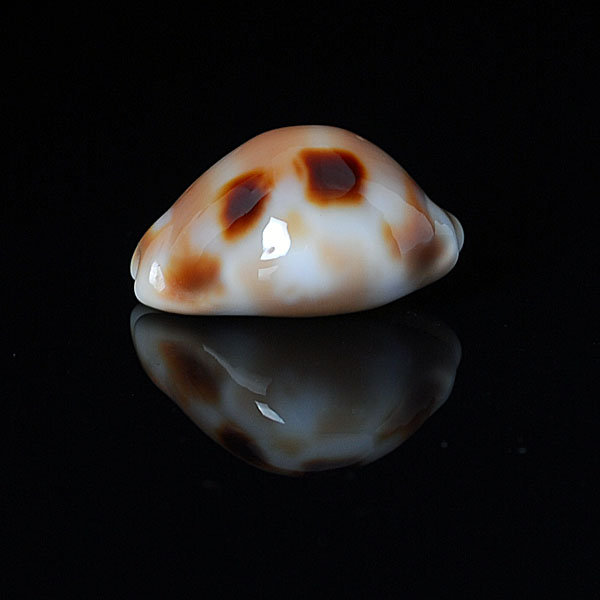
Luria tessellata